# エマニュエル (2024年の映画)
『エマニュエル』(Emmanuelle) は、2024年に制作された、英語によるフランスの映画で、オドレイ・ディワンが監督、共同脚本、制作を務めたエロティックなドラマ映画である。
エマニュエル・アルサンの1967年の小説『エマニュエル夫人 (Emmanuelle)』を原作としており、エマニュエル・シリーズの第8作にあたり、その他の関連作を含めると第15作となるリブートである。主人公エマニュエルをノエミ・メルランが演じ、ナオミ・ワッツとウィル・シャープが共演している。
この作品の世界初公開は、第72回サン・セバスティアン国際映画祭において2024年9月20日におこなわれ、フランスではパテの配給により、2024年9月25日に公開された。

## あらすじ
とある高級ホテル・ブランドの品質管理担当者であるエマニュエルは、マーゴが運営しているホテルを評価するため、香港に到着するが、その使命はマーゴを陥れる材料を見つけることにあった。失われた快楽を追い求めるうちに、彼女はホテルで様々な性的経験を重ね、謎に満ちたクライアントのケイと出会い、やがて彼に惹かれていく。

## キャスト
※括弧内は日本語吹替。
- ノエミ・メルラン（英語版） - エマニュエル（山口菜乃花）
- ナオミ・ワッツ - マーゴ[6]（増岡裕子）
- ウィル・シャープ - ケイ[4]（村井雄治）
- ジェイミー・キャンベル・バウアー - サー・ジョン（石黒史剛）
- チャチャ・ホアン - ゼルダ（柚木尚子）
- アンソニー・ウォン - 監視者 (The Eye)（及川いぞう）
- キャロル・フランク（英語版） - エマニュエルの母

## 制作
2022年5月、エマニュエル・アルサンの小説『エマニュエル夫人』を原作に、オドレイ・ディワンがレベッカ・ズロトヴスキとともに書いた脚本で、ディワン自身が監督と制作を務める映画にレア・セドゥが出演すると発表された。2023年2月には、セドゥに代わって、ノエミ・メルランが出演することになった。2023年12月には、ナオミ・ワッツ、ウィル・シャープ、ジェイミー・キャンベル・バウアー、チャチャ・ホアン、アンソニー・ウォンが出演陣に加わった。
主要撮影は、2023年10月にパリで始まった。撮影は香港でもおこなわれ、ウォン・カーウァイの1994年の映画『恋する惑星』のおもな舞台となった重慶大厦でも撮影がおこなわれたが、これはディワンがこの映画を深く愛好していたためであった。

## 公開
2023年11月、ネオンが、この作品のアメリカ合衆国における配給権を獲得したと発表した。
この作品の世界初公開は、2024年9月20日に、第72回サン・セバスティアン国際映画祭でおこなわれた。フランスの映画館では、パテにより2024年9月25日に公開された。
日本ではギャガが配給し、2025年1月10日に公開された。

## 評価
アメリカ合衆国の映画評論サイト「Rotten Tomatoes」は、評論家によるレビュー17件の18%が好意的な評価を下しており、平均点は 5.1/10 であるとした。